# 大慈縣 (交阯)
大慈縣，是明代交阯承宣布政使司太原府下轄的一個縣，治所約在今越南太原省大慈縣。其境內有念麻山，出產金。

## 沿革
- 永樂五年（1407年）六月癸未置，屬太原直隸州領[3][4]。
- 永樂六年冬十月己卯，陞交阯太原州為太原府[5][6][7][8][9]。
- 永樂十七年三月癸亥，設大慈縣儒學[10]。
- 永樂十七年九月丙辰，廢太原府大慈縣入宣化縣[11]。